# Gallia Narbonensis

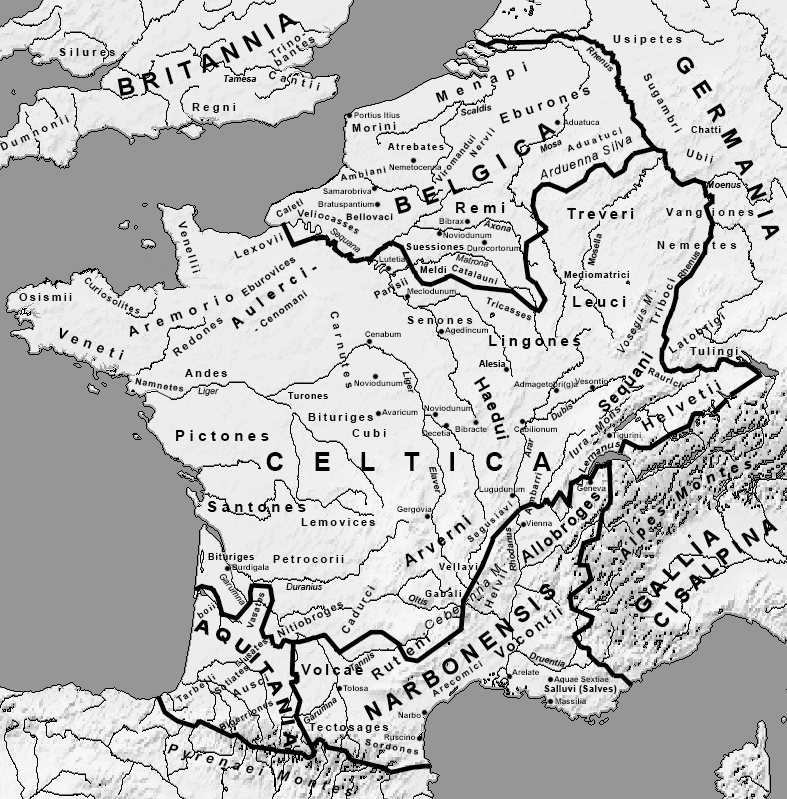
Karte der Provinzen des römischen Gallien im späten 1. Jahrhundert v. Chr.

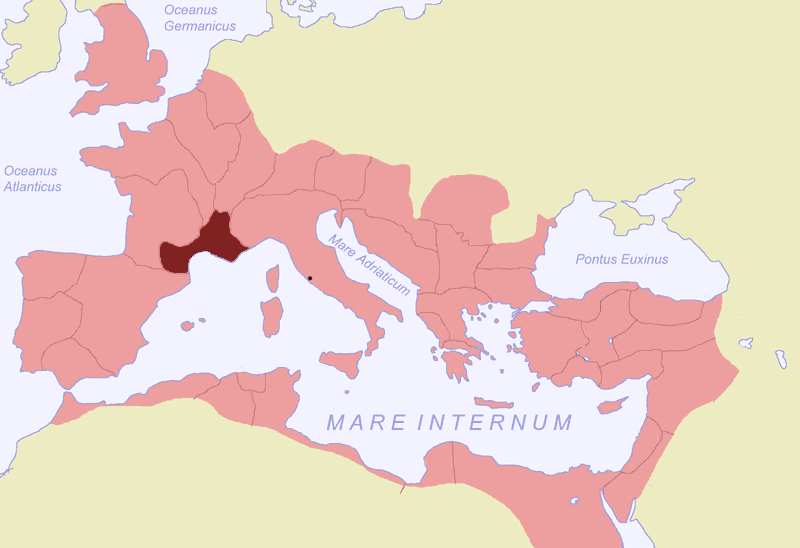
Narbonensis im Römischen Reich (um 116).

Gallia Narbonensis ist die neue Bezeichnung der 27 v. Chr. umbenannten Provinz Gallia transalpina, welche in den Jahren 125 bis 118 v. Chr. als römische Provinz eingerichtet worden war. Die Narbonensis liegt im heutigen Südfrankreich. Ihre Bezeichnung als Provinz führte dazu, dass ein Teil der Landschaft noch heute Provence genannt wird.
Die Provinz wurde ursprünglich als Gallia transalpina, das „Gallien jenseits der Alpen“, eingerichtet, um es von dem in Norditalien gelegenen Gallia cisalpina (oder kurz Gallia), also dem „Gallien diesseits der Alpen“, abzusetzen. Zur Unterscheidung wurden auch die Namen Gallia ulterior für die entferntere Provinz und Gallia citerior für das nähere Gallien in der Po-Ebene verwandt. Die Provinz Gallia transalpina, manchmal auch kurz provincia genannt, wurde bald nach ihrer Umbenennung in Gallia Narbonensis schließlich nur noch als Narbonensis bezeichnet.
Als Konsul des Jahres 125 v. Chr. war Marcus Fulvius Flaccus vom Senat beauftragt worden, Massilia gegen die Plünderungen der Salluvier zu unterstützen. Flaccus nutzte diesen Auftrag, um große Teile des Landes zu erobern, weshalb er bei seiner Rückkehr nach Rom (123 v. Chr.) mit einem Triumphzug geehrt wurde. Hauptstadt war zunächst die 120 v. Chr. errichtete Festung Aquae Sextiae (Aix-en-Provence), später dann die 118 v. Chr. gegründete erste Bürgerkolonie Colonia Narbo Martius (Narbonne).
Durch die Verwaltungsreform des Diokletian wurde Narbonensis um seinen nördlichen Teil verkleinert, der den Namen Viennensis bekam. Wenig später wurde die Provinz geteilt, wobei die Namen Narbonensis I (westlich der Rhone) und Narbonensis II (östlich der Rhône) vergeben wurden. Zusammen mit Aquitania I, Aquitania II, Novempopulana (der äußerste Südwesten Galliens) und Alpes Maritimae bildete man eine Diözese, die die Nummer XIV und den Namen Septem Provinciarum (sieben Provinzen) bekam.
Die wichtigsten Städte in der Provinz waren (alphabetisch):
- Aginum (Agen)
- Aquae Sextiae (Aix-en-Provence)
- Arausio (Orange), Kolonie der Legio II Augusta
- Arelate (Arles), Kolonie der Legio VI Ferrata
- Avenio Cavarum (Avignon)
- Baeterrae (Béziers), Kolonie der Legio VII Claudia
- Carcaso (Carcassonne)
- Forum Julii (Fréjus), Kolonie der Legio VIII Augusta
- Massilia (Marseille)
- Narbo (Narbonne), die Hauptstadt, Kolonie der Legio X Gemina
- Nemausus (Nîmes)
- Ruscino (die Ortschaft Roussillon südlich Perpignan – Namenspatron des Roussillon)
- Tolosa (Toulouse)
- Valentia (Valence)
- Vienna (Vienne)